# Terre & Nature
 (juin 2023).
La mise en forme du texte ne suit pas les recommandations de Wikipédia : il faut le « wikifier ».
Les points d'amélioration suivants sont les cas les plus fréquents. Le détail des points à revoir est peut-être précisé sur la page de discussion.
- Les titres sont pré-formatés par le logiciel. Ils ne sont ni en capitales, ni en gras.
- Le texte ne doit pas être écrit en capitales (les noms de famille non plus), ni en gras, ni en italique, ni en « petit »…
- Le gras n'est utilisé que pour surligner le titre de l'article dans l'introduction, une seule fois.
- L'italique est rarement utilisé : mots en langue étrangère, titres d'œuvres, noms de bateaux, etc.
- Les citations ne sont pas en italique mais en corps de texte normal. Elles sont entourées par des guillemets français : « et ».
- Les listes à puces sont à éviter, des paragraphes rédigés étant largement préférés. Les tableaux sont à réserver à la présentation de données structurées (résultats, etc.).
- Les appels de note de bas de page (petits chiffres en exposant, introduits par l'outil «  Source ») sont à placer entre la fin de phrase et le point final[comme ça].
- Les liens internes (vers d'autres articles de Wikipédia) sont à choisir avec parcimonie. Créez des liens vers des articles approfondissant le sujet. Les termes génériques sans rapport avec le sujet sont à éviter, ainsi que les répétitions de liens vers un même terme.
- Les liens externes sont à placer uniquement dans une section « Liens externes », à la fin de l'article. Ces liens sont à choisir avec parcimonie suivant les règles définies. Si un lien sert de source à l'article, son insertion dans le texte est à faire par les notes de bas de page.
- La présentation des références doit suivre les conventions bibliographiques. Il est recommandé d'utiliser les modèles {{Ouvrage}}, {{Chapitre}}, {{Article}}, {{Lien web}} et/ou {{Bibliographie}}. Le mode d'édition visuel peut mettre en forme automatiquement les références.
- Insérer une infobox (cadre d'informations à droite) n'est pas obligatoire pour parachever la mise en page.

Pour une aide détaillée, merci de consulter Aide:Wikification.
Si vous pensez que ces points ont été résolus, vous pouvez retirer ce bandeau et améliorer la mise en forme d'un autre article.
 (juillet 2017).
Terre & Nature est un hebdomadaire suisse imprimé à Berne, autrefois publié sous le nom de « Sillon romand ».  Ses rubriques principales sont : l'agriculture, le terroir, la nature, les loisirs, le jardin et les animaux. Propriété d'Edipresse puis Tamedia, il est ensuite racheté par le groupe de presse biennois Gassmann en 2012, puis en en 2021, il a été racheté par Cindy Guignard et Alexander Zelenka.
La rédaction principale de Terre & Nature est basée à Préverenges.

## Historique
Le journal Le Sillon Romand, le foyer et les champs, ancêtre de Terre&Nature, paraît pour la première fois le 1er juin 1898 chez A. Dully à Yverdon. C'est rapidement l'Imprimerie du Léman, à Lausanne qui se charge de l'impression des numéros de ce bimestriel. Son éditeur est Albin Schorro et le journal est tiré à 6 000 exemplaires. L'abonnement trimestriel coûte 60 centimes suisses.
Dès 1904, le journal édite un supplément, Le Paysan suisse.
En 1922, le rythme de parution augmente. Le Sillon romand devient un hebdomadaire paraissant le jeudi, ce qui est encore le cas aujourd'hui.
En 1933, il absorbe le journal L'Éleveur suisse qui avait été fondé en 1929. Cette même année, la page "La paysanne" est rédigée par Augusta Gillabert pour le forum de l'Association agricole des femmes vaudoises. Cette rubrique sera conservée jusqu'en 1940.
Lors de la mobilisation des troupes suisses le 1er septembre 1939, le journal accorde une place plus importante aux nouvelles de la guerre mais il reprendra sa vocation agricole initiale à la fin de la Seconde Guerre mondiale.
Dès 1948, le journal passe à la technique de l'héliogravure, qui lui donne son aspect vert caractéristique.
En 1956, la rédaction déménage à Lausanne aux Imprimeries réunies, puis en 1972 à l'Avenue de la Gare, dans les bureaux du quotidien 24Heures. L'administration et la fabrication du journal sont ainsi centralisées.
Le journal est racheté par Edipresse en 1972.
À partir du 11 novembre 1988, le journal est imprimé au centre d'impression de Bussigny. L'héliogravure est abandonnée au profit de l'offset. C'est la fin des pages vertes.
En 1994, Le Sillon romand devient Le Sillon romand : Terre&Nature et il sera, jusqu'en 1997, le journal officiel du Comptoir Suisse, la foire nationale traditionnelle suisse se déroulant tous les ans à Lausanne. C'est en septembre 1997 que le journal entame une mue conséquente. Le titre devient Terre&Nature et la mise en page ainsi que la charte graphique changent. Cette mue se poursuit jusqu'en 2005, avec le lancement d'une nouvelle formule et des rubriques suivantes : jardinage, nature, animaux domestiques et terroir.
En 2009, le journal et le site web www.terrenature.ch continuent de se moderniser. La rédaction lance les vidéos Imitez le jardinier, animées par des spécialistes du jardinage et de l'horticulture.
En février 2012, Terre&Nature change de mains : Tamedia, qui vient de racheter le groupe Edipresse, revend l'hebdomadaire au groupe d’édition biennois Gassmann. 
En 2021, Cindy Guignard, directrice marketing du titre et Alexander Zelenka, rédacteur en chef, rachète le titre et en deviennent les co-directeurs. En janvier 2023, Terre&Nature devient propriétaire de la plateforme de crowdfounding Yes We Farm. En 2023, Clément Grandjean succède à Alexander Zelenka en tant que rédacteur en chef. En 2024, en plus de son offre papier, une nouvelle formule numérique est proposée aux lecteurs.

## Albin Schorro, le fondateur
Albin Schorro est né le 5 juillet 1865 et est mort en mars 1957. Il est le fils de Jean-Jacques Schorro et d'Anne-Marie Chassot, mariés en 1824 à Praroman, dans le canton de Fribourg. Il est professeur à Estavayer-le-Lac et va diriger Le Sillon romand de 1898 à 1948. Il en sera d'ailleurs, souvent, l'un des seuls contributeurs. C'est sa femme qui s'occupera de la rédaction du cahier spécial, en seconde partie du journal.

## Rédacteurs en chef
- Albin Schorro (1898-1948)
- André Jaunin (1948-1981)
- Bernard Debétaz (1981-2005)
- Xavier Duquaine (2005-2015)
- Alexander Zelenka (2015-2023)
- Clément Grandjean (2023-)

## Publications
Terre&Nature paraît en deux cahiers, trois fois par mois. Le dernier numéro du mois est enrichi d'un troisième cahier depuis 2016. Ce supplément est consacré à 100% à l'agriculture, au maraîchage, à la viticulture et à l'arboriculture. Il s'intitule "Les Pros de la terre".
Plusieurs fois par an, des hors-série thématiques sont encartés dans l'hebdomadaire ("Ce jardin qui fait du bien" en 2016, "Spécial permaculture" en 2017, "Guide romand de la vente directe" en 2014 et 2017).
En 2017, l'hebdomadaire lance le nouveau magazine Détour. Le premier numéro est consacré à Sierre et au val d'Anniviers. Produit par la rédaction, ce magazine veut être "une invitation à découvrir la diversité et la richesse des différentes régions suisses, du terroir, des coutumes et des paysages hors des sentiers battus".
Terre&Nature édite également des guides (Guide des buvettes et auberges d'alpage/ Guide des plus belles balades de Suisse romande/ Guide pratique du cheval en Suisse romande, etc) ainsi que des livres (Jeunesses campagnardes, un été de fête et de tradition à Colombier-sur-Morges en 2013/ En suivant les milans noirs en 2016).
Terre&Nature publie régulièrement des numéros spéciaux consacrés à une thématique en particulier (les abeilles en 2013, le magazine "Merci les oiseaux" en 2013, un numéro "Spécial froid" en 2017).

## Thèmes
Les thèmes abordés dans l'hebdomadaire sont liés à ses principales rubriques :
- Point fort (en lien avec l’actualité) ;
- Jardin (conseils d'experts) ;
- Maison écologique ;
- Nature (reportages inédits, articles de fond etc.) ;
- Animaux (d'élevage ou de compagnie) ;
- Balade ;
- Rencontre ;
- De saison (zoom sur une spécialité locale et son producteur) ;
- Terroir ;
- Tradition ;
- Terre (enquêtes, reportages et interviews pour mieux comprendre l’agriculture et découvrir les acteurs du monde rural) ;
- Consommation ;
- Loisirs.

## Prix
Lors de sa première parution, en 1898, le prix au trimestre était de 60 centimes suisses. Cela revenait donc à 10 centimes le volume. En 2023, le prix au numéro se monte à 5.50 francs, l'abonnement annuel  à 256 francs.

## Données média
Terre&Nature est un hebdomadaire lu par près de 100 000 lecteurs chaque semaine[source insuffisante], audience vérifiée par l'Institut Recherches et études des médias publicitaires (REMP)[réf. nécessaire] (108 000 lecteurs en 2016), la plus forte progression dans la presse écrite romande en 2016.